# Браян Дуглас
Браян Дуглас (англ. Bryan Douglas; нар. 27 травня 1934, Блекберн) — англійський футболіст, фланговий півзахисник.
Насамперед відомий виступами за клуб «Блекберн Роверз», а також національну збірну Англії.

## Клубна кар'єра
У дорослому футболі дебютував 1952 року виступами за команду клубу «Блекберн Роверз», кольори якої і захищав протягом усієї своєї кар'єри гравця, що тривала цілих вісімнадцять років. Більшість часу, проведеного у складі «Блекберн Роверз», був основним гравцем команди.

## Виступи за збірну
1957 року дебютував в офіційних матчах у складі національної збірної Англії. Протягом кар'єри у національній команді, яка тривала 7 років, провів у формі головної команди країни 36 матчів, забивши 11 голів.
У складі збірної був учасником чемпіонату світу 1958 року у Швеції, чемпіонату світу 1962 року у Чилі.